# Chaire d'égyptologie Sir Herbert Thompson
La chaire d'égyptologie Sir Herbert Thompson est une chaire d'égyptologie de l'université de Cambridge, Angleterre.
La chaire a été créée en hommage à l'égyptologue Henry Francis Herbert Thompson.

## Titulaires
- Stephen Glanville, de 1946 à 1956
- Plumley Jack, de 1957 à 1977
- John Ray, de 2005 jusqu'à présent